# Felipe Virzi
Felipe "Pipo" Virzi (Santiago de Veraguas, 1943-Ib., 3 de febrero de 2022) fue un político y empresario panameño. Fue segundo vicepresidente de Panamá durante el gobierno de Ernesto Pérez Balladares (1994-1999).

## Controversias
Como vicepresidente, fue vinculado con el narcotraficante José Castrillón Henao, quien recibió una donación de 51 mil balboas a la campaña electoral de Ernesto Pérez Balladares, pero fue sobreseído. También fue vinculado con el exgobernador de Quintana Roo Mario Villanueva, del que tuvo una relación comercial desde 1994.
Luego de su período como vicepresidente se asoció con Gabriel Btesh en materia de bienes raíces y obtuvo beneficios en terrenos durante el gobierno de Ricardo Martinelli. Es en este período que Virzi se le vinculó en 2012 con un acto de blanqueo de capitales a favor de Martinelli por un proyecto de riegos en Tonosí, provincia de Los Santos valorado en 37 millones de balboas y que nunca se construyó. Por dicho caso, estuvo detenido preventivamente en 2015, y luego beneficiado con un arresto domiciliario.
En 2017, se le vinculó con un supuesto desvío de fondos de la Caja de Ahorros hacia la casa de valores Financial Pacific. Fue detenido preventivamente el 17 de agosto, pero el 23 de agosto fue trasladado a la cárcel El Renacer donde permaneció recluido hasta diciembre del 2017.